# Epimedium pseudowushanense
Epimedium pseudowushanense är en berberisväxtart som beskrevs av B. L. Guo, B. L. Guo, S. Z. He, G. Y. Zhong och P. G. Xiao. Epimedium pseudowushanense ingår i släktet sockblommor, och familjen berberisväxter. Inga underarter finns listade i Catalogue of Life.